# Vorbehaltsfilm
Als Vorbehaltsfilme bezeichnet die Friedrich-Wilhelm-Murnau-Stiftung Propagandafilme aus der Zeit des Nationalsozialismus aus ihrem Filmbestand, deren Inhalt rassistisch, antisemitisch, volksverhetzend oder kriegsverherrlichend ist und die deshalb auf Beschluss des Stiftungs-Kuratoriums nicht für den Vertrieb freigegeben werden.
Vorbehaltsfilme können nur mit Zustimmung und unter den Bedingungen der Stiftung gezeigt werden. Diese verlangt in jedem Fall eine historische Einführung und eine Diskussion mit fachkundigem Leiter. Für wissenschaftliche Zwecke ist eine Sichtung der Filme in den Räumen der Stiftung möglich.
Bei Propagandafilmen wie z. B. Heimkehr, Der ewige Jude oder Hans Westmar, die nicht zum Rechtebestand der Friedrich-Wilhelm-Murnau-Stiftung gehören, bleibt es innerhalb des gesetzlichen Rahmens den Rechte- bzw. Materialinhabern vorbehalten, für einen verantwortungsvollen Umgang mit den Filmen zu sorgen.

## Historischer Hintergrund
Nach dem Untergang des Dritten Reichs wurden etwa zwei Drittel der deutschen Filmproduktion zwischen 1933 und 1945 durch die alliierten Militärregierungen gesichtet und in drei Kategorien eingeteilt: ohne Auflagen freizugeben, mit Schnitten freizugeben oder gar nicht freizugeben. Von den rund 1150 produzierten abendfüllenden Spielfilmen (die genaue Zahl hängt davon ab, wie man die Grenzen anhand von Faktoren wie Produktionsdaten oder Koproduktionen mit anderen Ländern zieht) wurden über 300 komplett verboten.
Eine leicht zugängliche, wenn auch nicht definitive Bilanz dieser Sichtungen stellt der britische Catalogue of Forbidden German Feature and Short Film Productions dar, der 1951 von John F. Kelson erstellt und 1996 vom Imperial War Museum nachgedruckt wurde. Darin findet sich sowohl eine (unvollständige) Gruppierung der Filme nach verschiedenen Propagandathemen mit kurzen Einschätzungen als auch im Anhang eine Fassung der Verbotsliste von 1952.
Potentielle Verleiher konnten bei der FSK bereits seit ihrer Gründung 1949 Anträge stellen, um die Filme von der Verbotsliste streichen zu lassen, und so schmolz diese bereits in den ersten Jahren beträchtlich ab. Dabei mussten bis zum Inkrafttreten der Pariser Verträge am 5. Mai 1955 auch die Alliierten einer Streichung von der Liste zustimmen, die erst durch die deutsche Souveränität ihre juristische Verbindlichkeit verlor.
Bei ihrer Gründung 1966 erhielt die Murnau-Stiftung die Rechte an insgesamt rund 6000 Filmen, die zwischen 1920 und 1960 produziert wurden, darunter etwa 60 % der abendfüllenden Spielfilme zwischen 1933 und 1945. Da der Rechtebestand vornehmlich die Filme der 1937/38 verstaatlichten großen Firmen Ufa, Terra, Tobis, Berlin-Film und Bavaria umfasst und die größte Zahl an Propagandafilmen zwischen 1940 und 1942 entstand, befindet sich ein sehr großer Teil der NS-Propagandafilme im Rechtebestand der Friedrich-Wilhelm-Murnau-Stiftung. Dazu gehören allerdings nicht die Filme der Wien-Film und der Prag-Film sowie kleinerer Produzenten.
Zwischen 1979 und 1985 wurden dann zahlreiche Propagandafilme von der ehemaligen Liste bei der FSK eingereicht, die meisten wurden (eventuell mit Schnittauflagen) freigegeben und einige kommerziell als VHS vertrieben, nur etwas mehr als ein Dutzend erhielt wie z. B. Stukas von der FSK keine Zulassung.

## Die gegenwärtige Fassung der Liste
Die heutige Liste der Vorbehaltsfilme setzt sich zusammen aus Filmen, die von der FSK abgelehnt wurden, dazu kommen Filme von der ehemaligen Liste der unter alliierter Militärzensur verbotenen deutschen Filme, die wie z. B. Jud Süß der FSK nie vorgelegt wurden, und zuletzt gibt es einige Filme, die trotz Zulassung der FSK wieder aus dem Vertrieb zurückgezogen wurden. Dazu gehören z. B. der antisemitische Robert und Bertram mit der Altersfreigabe FSK 6 und das Filmdrama Der Herrscher mit der Altersfreigabe FSK 12. Seit die Murnau-Stiftung die Rechte hält, wurden die Filme gelegentlich überprüft und es wird entschieden, ob sie weiterhin gesperrt bleiben sollen.
Im Juli 2024 wurde zusammen mit dem Institut für Zeitgeschichte ein Forschungsprojekt bezüglich der Vorbehaltsfilme und der Frage über den zukünftigen Umgang mit diesen gestartet.
Betroffen sind 44 Filmtitel (Stand November 2024):
| Titel                           | Regie                  | Produktionsjahr | Anmerkung      |
| ------------------------------- | ---------------------- | --------------- | -------------- |
| Alarm in Peking                 | Herbert Selpin         | 1937            |                |
| Anschlag auf Baku               | Fritz Kirchhoff        | 1942            |                |
| Besatzung Dora                  | Karl Ritter            | 1943            |                |
| Blutsbrüderschaft               | Philipp Lothar Mayring | 1940            |                |
| Carl Peters                     | Herbert Selpin         | 1941            |                |
| D III 88                        | Herbert Maisch         | 1939            |                |
| Drei Unteroffiziere             | Werner Hochbaum        | 1939            |                |
| Falschmünzer                    | Hermann Pfeiffer       | 1940            |                |
| Feinde                          | Viktor Tourjansky      | 1940            |                |
| Flucht ins Dunkel               | Arthur Maria Rabenalt  | 1939            |                |
| Fronttheater                    | Arthur Maria Rabenalt  | 1942            |                |
| Der 5. Juni                     | Fritz Kirchhoff        | 1942            |                |
| G.P.U.                          | Karl Ritter            | 1942            |                |
| Der Herrscher                   | Veit Harlan            | 1937            |                |
| Himmelhunde                     | Roger von Norman       | 1942            |                |
| Himmelstürmer                   | Walter Jerven          | 1941            | Dokumentarfilm |
| Hitlerjunge Quex                | Hans Steinhoff         | 1933            |                |
| Ich klage an                    | Wolfgang Liebeneiner   | 1941            |                |
| Im Kampf gegen den Weltfeind    | Karl Ritter            | 1939            | Dokumentarfilm |
| Jakko                           | Fritz Peter Buch       | 1941            |                |
| Jud Süß                         | Veit Harlan            | 1940            |                |
| Jungens                         | Robert Adolf Stemmle   | 1941            |                |
| Kadetten                        | Karl Ritter            | 1939/41         |                |
| Kameraden auf See               | Heinz Paul             | 1938            |                |
| Kampfgeschwader Lützow          | Hans Bertram           | 1941            |                |
| Kolberg                         | Veit Harlan            | 1945            |                |
| Kopf hoch, Johannes!            | Viktor de Kowa         | 1941            |                |
| Das Leben geht weiter           | Wolfgang Liebeneiner   | 1945            | unvollendet    |
| Legion Condor                   | Karl Ritter            | 1939            | unvollendet    |
| Mein Sohn, der Herr Minister    | Veit Harlan            | 1937            |                |
| Ohm Krüger                      | Hans Steinhoff         | 1941            |                |
| Pour le Mérite                  | Karl Ritter            | 1938            |                |
| Ritt in die Freiheit            | Karl Hartl             | 1936            |                |
| Robert und Bertram              | Hans H. Zerlett        | 1939            |                |
| Die Rothschilds                 | Erich Waschneck        | 1940            |                |
| Der Stammbaum des Dr. Pistorius | Karl Georg Külb        | 1939            |                |
| Stukas                          | Karl Ritter            | 1941            |                |
| Togger                          | Jürgen von Alten       | 1937            |                |
| U-Boote westwärts!              | Günther Rittau         | 1941            |                |
| Unternehmen Michael             | Karl Ritter            | 1937            |                |
| Über alles in der Welt          | Karl Ritter            | 1941            |                |
| Venus vor Gericht               | Hans H. Zerlett        | 1941            |                |
| Volldampf voraus!               | Carl Froelich          | 1933            |                |
| Wir seh’n uns wieder            | Philipp Lothar Mayring | 1945            |                |

## Filmdokumentation
Am 6. März 2014 erschien der Dokumentarfilm Verbotene Filme von Felix Moeller im Kino. Moeller stellt darin zunächst die wichtigsten Vorbehaltsfilme vor. Dann lässt er den heutigen Umgang mit den durch die Murnau-Stiftung verwahrten Filmen diskutieren. An der Diskussion beteiligen sich unter anderem Oskar Roehler, Moshe Zimmermann, Rainer Rother, Margarethe von Trotta, Jörg Jannings, Sonja M. Schultz, Thomas Koebner, Götz Aly.

## Kritik
Die Behandlung der Vorbehaltsfilme durch die Murnau-Stiftung wird oft kritisch betrachtet. Kritiker werfen der Stiftung vor, die Urheberrechte im Sinne einer Filmzensur zu nutzen, ohne hierfür einen gesetzlichen Auftrag zu haben. Anders als bei der FSK bestehen für ihre Entscheidungen keine gesetzlichen Wertungen, die den Stiftungsrat binden.
Zudem ist die genaue Zusammenstellung der Liste für die Öffentlichkeit nirgendwo ausgewiesen und es gibt keinerlei Informationen über die Gründe, warum einzelne Filme als Vorbehaltsfilme gewertet werden (und warum andere nicht). Auch sind die ausgewählten Filme besonders augenfällige Beispiele für NS-Propaganda, während zahlreiche subtiler agitierende Filme freigegeben sind, wie z. B. der Monumentalfilm Der große König oder die Filmbiografie Bismarck.